# George Wilkinson (évêque)
Pour les articles homonymes, voir George Wilkinson et Wilkinson.

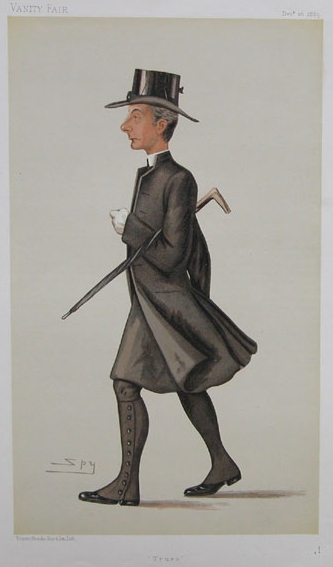
Truro
L'évêque Wilkinson caricaturé par Spy (Leslie Ward) dans un numéro de Vanity Fair paru en décembre 1885

George Howard Wilkinson est un prélat de l'Église d'Angleterre, né le 1er mai 1833 et mort le 1er décembre 1907. Il est évêque de Truro de 1883 à 1891 puis évêque de Saint Andrews, de Dunkeld et de Dunblane entre 1893 et 1907, ainsi que Primat de l'Église épiscopalienne écossaise (en) de 1904 à sa mort.

## Biographie
Né le 1er mai 1833, Wilkinson étudie à Durham School puis à Oriel College à Oxford. Il est d'abord vicaire à Kensington, avant de devenir pasteur à Seaham Harbour, Auckland, Soho et Eaton Square, une paroisse dans un quartier riche de Londres. Il est consacré évêque en 1883,.
Il est le fondateur de la Communauté de l'Épiphanie, appelée en anglais Community of the Epiphany (CE).
Il meurt le 1er décembre 1907.

## Parenté
Le 14 juillet 1857, Wilkinson épouse Caroline Charlotte Des Vœux, fille du lieutenant-colonel Benfield Des Vœux, qui est le quatrième fils de Sir Charles Des Vœux, 1er baronet (en). Le couple a trois fils et cinq filles, dont le révérend G. G. Wilkinson et leur fille aînée Constance Charlotte Mary Wilkinson, qui épouse en 1902 le révérend Arthur Edward Davies, qui est lui-même chapelain auprès de George Howard Wilkinson. Caroline Charlotte des Vœux meurt le 6 décembre 1887.

## Ouvrages
- (en) Break up Your Fallow Ground: A Help to Self-examination, Londres, 1871
- (en) Prayers for Children, Londres, 1873
- (en) Some Week-days in Lent, New York, E.P. Dutton and Co., 1874 (lire en ligne)
- (en) Confession. A sermon [on 1 Cor. x. 15], etc, Londres, pas d'éditeur, 1874
- (en) Absolution. A Sermon [on John xi. 43, 44], Londres, pas d'éditeur, 1874
- (en) The Broken Covenant. The substance of a Sermon [on Ezek. xvi. 59, 60], preached in S. Paul's Cathedral at the Consecration of the Bishops of Lichfield, Queensland, and Nassau, etc., Londres, 1878
- (en) The Power of Suffering: A Thought for Holy Week, Londres, 1879
- (en) Guide to a Devout Life, being Counsels to the Confirmed, New York, Dutton, 1879
- (en) The Chastening of the Lord : Four Bible Readings Given at St. Peter's Eaton Square, New York, E. and J. B. Young, 1880 (lire en ligne)
- (en) Holy Week and Easter, New York, Dutton, 1881
- (en) Instructions in the Way of Salvation together with the Tract "Be ye Reconciled", Londres, Wells Gardner, Darton, 1884
- (en) First Steps to Holy Communion. Four Simple Instructions after Confirmation, Londres, Wells Gardner, 1885
- (en) How to Keep Lent : Notes of a Quinquagesima Sunday Address, New York, E.P. Dutton, 1888 (lire en ligne)
- (en) Instructions in the Devotional Life, Londres, Wells Gardner, Darton, and Co., 1892
- (en) Sevenfold Might. A Daily text-book for a month on the person and work of the Holy Spirit. Compiled by M. Cochrane. With meditations specially written by Bishops of the Anglican Communion, and a Daily Office arranged by Canon T. T. Carter. Preface by the Right Rev. G. H. Wilkinson., Londres, J. Masters, 1893
- (en) For Quiet Moments. Devotional Readings from the published and unpublished writings of G. H. Wilkinson, Bishop of St. Andrews. Selected and arranged by J. H. Burn., Londres, Wells Gardner & Co., 1900
- (en) "The Communion of Saints," a Help to the Higher Life of Communicants. Five Addresses to Communicants., Londres, 1908
- (en) The Invisible Glory, Londres, A.R. Mowbray, 1908
- (en) The Heavenly Vision : A Selection of Sermons, Londres, A.R. Mowbray, 1909 (lire en ligne)
- (en) One by One: Counsels in Retreat for those in Priestly, or Episcopal Orders, Londres, A.R. Mowbray, 1909
- (en) Some Laws in God's Spiritual Kingdom, Londres, Wells Gardner Darton and Co., 1909
- (en) Above the Mists: Excerpts from the Writings of George Howard Wilkinson, Londres, Fleur-de-Lys Booklets, 1911